# Ибитупа
Ибитупа (на английски: Ibitoupa) е малко северноамериканско индианско племе, което през 17 и 18 век живее в горната част на река Язу в Мисисипи. Не е известно нищо за езика им, но се предполага, че заради тесните им връзки с племето чикасо са говорели мускогски език.
През 1699 г. Пиер Ле Мойн д’Ибервил споменава селото им като „Отапа“, разположено между селата на шакчиума и тиу в горната част на река Язу, вероятно между потоците Абиаче и Чикопа. Към 1722 г. ибитупа се местят близо до шакчиума и от 1726 г. са групирани с това племе. Последното им споменаване е през 1802 г., когато заедно с шакчиума и тапоса живеят в едно село на река Язу. Малко след това се предполага, че са абсорбирани от чикасо.